# Nueva Zelanda en los Juegos Olímpicos de Berlín 1936
Nueva Zelanda estuvo representada en los Juegos Olímpicos de Berlín 1936 por un total de 7 deportistas que compitieron en 3 deportes.  
El portador de la bandera en la ceremonia de apertura fue el atleta Jack Lovelock.

## Medallistas
El equipo olímpico neozelandés obtuvo las siguientes medallas:
| Nombre        | Deporte   | Competición |
| ------------- | --------- | ----------- |
| Oro           |           |             |
| Jack Lovelock | Atletismo | 1500 m M    |
| Plata         |           |             |
| —             |           |             |
| Bronce        |           |             |
| —             |           |             |